# Rpety
Rpety (německy Erpet) jsou obec v okrese Beroun ve Středočeském kraji, asi 3 km východně od Hořovic. Žije zde 484 obyvatel.

## Historie
První písemná zmínka o obci pochází z roku 1115. V roce 2014 zde žilo 479 obyvatel.

## Obecní správa

### Části obce
- Rpety (k. ú. Rpety)

Sousedními obcemi sídla jsou Jince, Podluhy, Kotopeky, Lochovice, Felbabka a Hořovice.

### Územněsprávní začlenění
Dějiny územněsprávního začleňování zahrnují období od roku 1850 do současnosti. V chronologickém přehledu je uvedena územně administrativní příslušnost obce v roce, kdy ke změně došlo:
- 1850 země česká, kraj Praha, politický i soudní okres Hořovice[4]
- 1855 země česká, kraj Praha, soudní okres Hořovice
- 1868 země česká, politický i soudní okres Hořovice
- 1939 země česká, Oberlandrat Plzeň, politický i soudní okres Hořovice[5]
- 1942 země česká, Oberlandrat Praha, politický okres Beroun, soudní okres Hořovice[6]
- 1945 země česká, správní i soudní okres Hořovice[7]
- 1949 Pražský kraj, okres Hořovice[8]
- 1960 Středočeský kraj, okres Beroun
- 2003 Středočeský kraj, okres Beroun, obec s rozšířenou působností Hořovice

## Společnost

### Rok 1932
V obci Rpety (přísl. Felbabka, 868 obyvatel) byly v roce 1932 evidovány tyto živnosti a obchody: 4 hostince, konsum Včela, kovář, 3 obchody s peřím, 4 obchody se smíšeným zbožím, švadlena, 2 trafiky.

## Pamětihodnosti

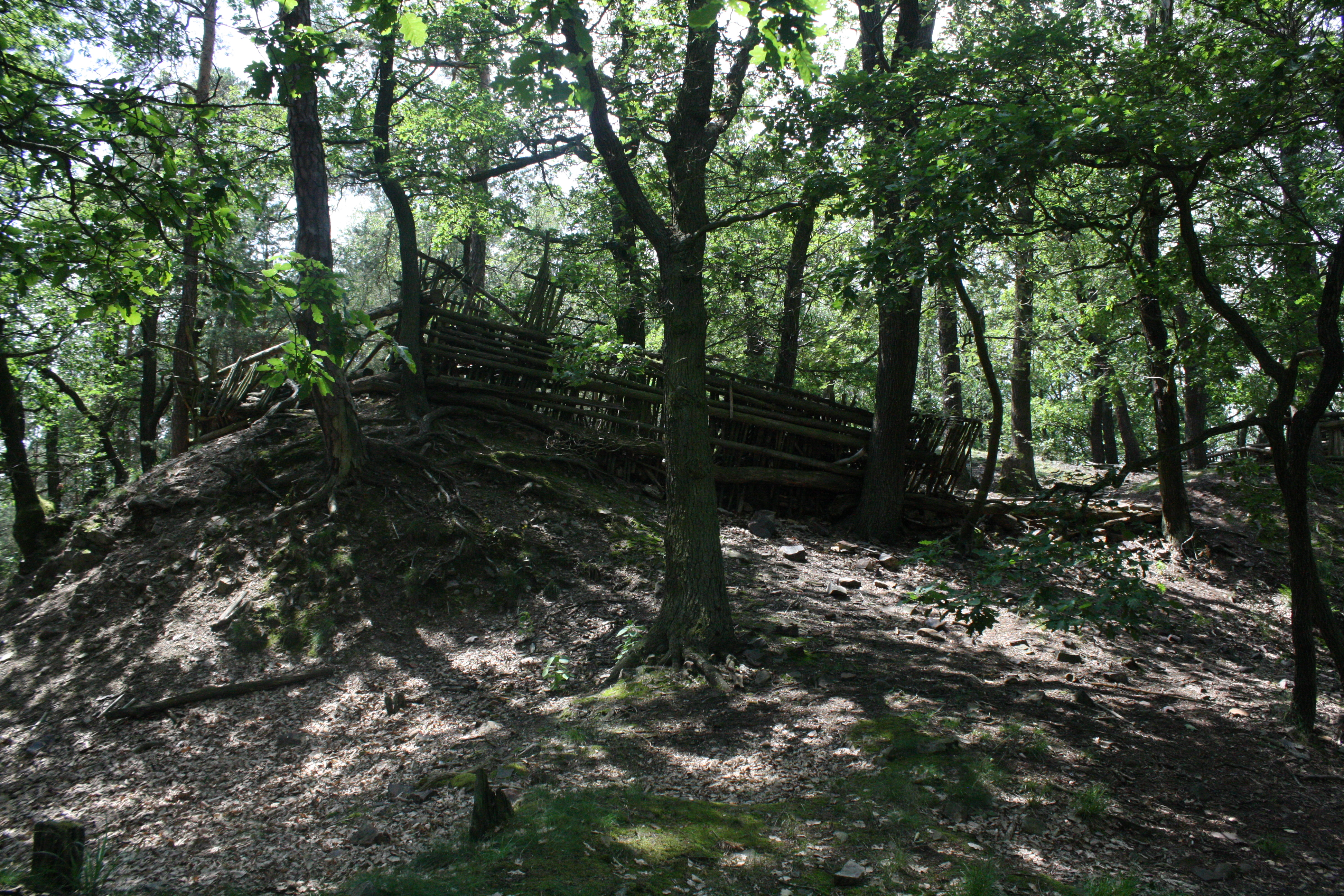
Tvrziště Ostrý

- Jihovýchodně od obce se na vrchu Ostrý dochovalo stejnojmenné tvrziště ze 13. až 15. století.[10]

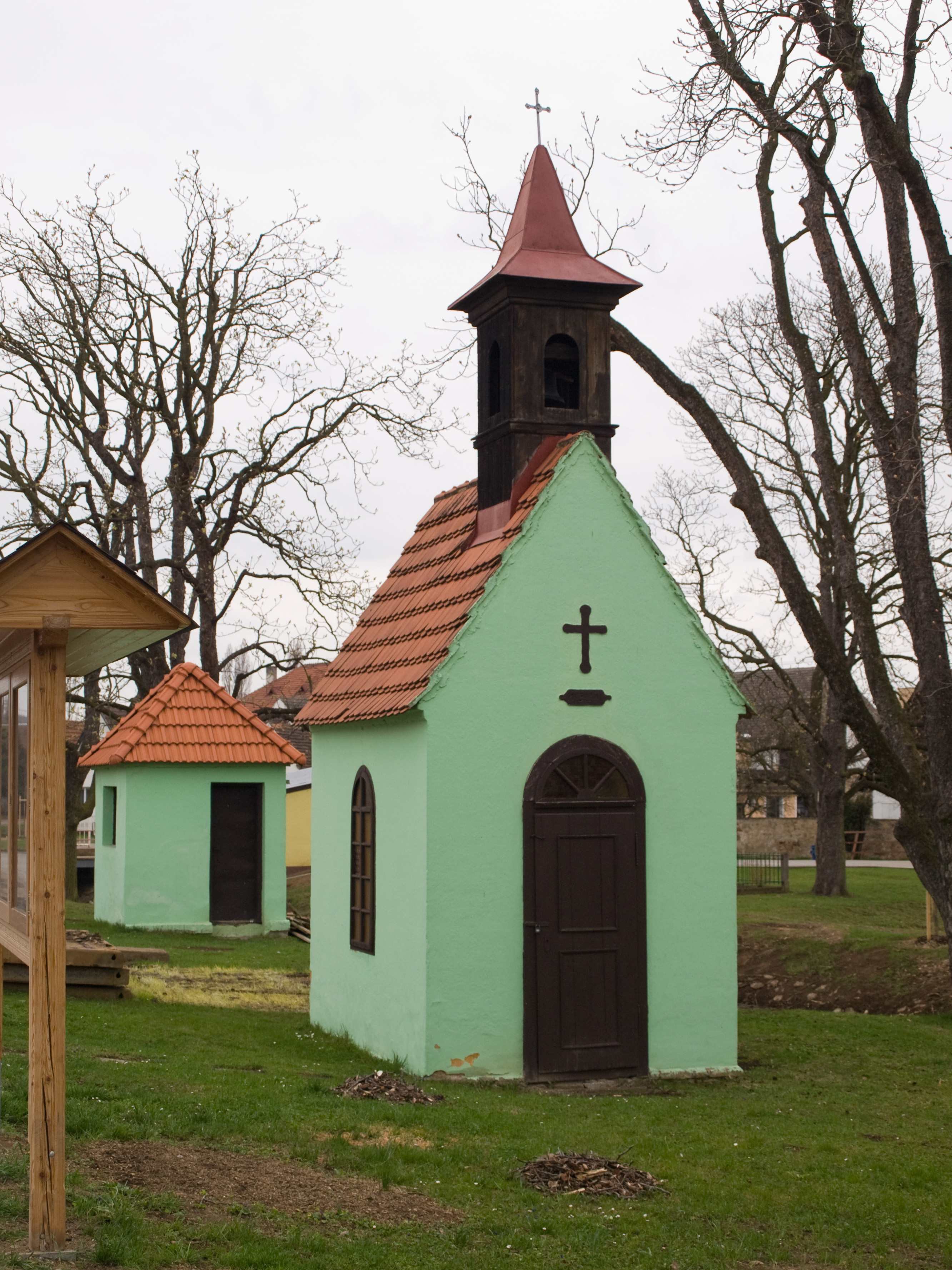
Kaple na návsi

- Kaple na návsiKaple na návsi

## Doprava

### Dopravní síť
Do obce vede silnice III. třídy. Po severní hranici území obce vede silnice II/114 Cerhovice – Hořovice – Hostomice – Dobříš – Nový Knín – Neveklov – Jírovice. Železniční trať ani stanice či zastávka na území obce nejsou.

### Autobusová doprava 2024
Autobusovou dopravu v obci Rpety zajišťuje společnost Arriva Střední Čechy. Obec je součástí Pražské integrované dopravy (PID). V obci se nacházejí zastávky Rpety, Rpety,Draha a Rpety,ZD. Na silnici II/114 se nachází zastávka Rpety,rozc.2.0. Obec obsluhuje autobusová linka 531. Zastávku Rpety,rozc.2.0 obsluhuje také linka 643. Linka 531 směřuje z Příbrami do Jinců a Hořovic. Linka 643 propojuje Křešín, Felbabku, Podluhy, Hořovice, Záluží, Újezd, Cerhovice a Třenice.